# Melongena bicolor
Melongena bicolor är en snäckart som först beskrevs av Thomas Say 1826.  Melongena bicolor ingår i släktet Melongena och familjen Melongenidae. Inga underarter finns listade i Catalogue of Life.